# بازدارنده C1
بازدارنده C1 (انگلیسی: C1-inhibitor) یک بازدارنده پروتئاز از ابرخانوادهٔ پروتئینی «سرپین‌ها» است که وظیفهٔ اصلی‌اش، مهار سامانه کمپلمان و جلوگیری از فعال‌شدنِ خودبخودی آن است.
این آنزیم، یک پروتئین فاز حاد است که با سطح خونی ۰٫۲۵ گرم در لیتر، در رگ‌ها جریان دارد و سطح آن در جریان التهاب دو برابر می‌شود.
بازدارنده C1 به‌طور غیرقابل‌بازگشت، به پروتئازهای C1r و C1s در راه کلاسیک کمپلمان متصل می‌شود و آنها را غیرفعال می‌کند. پروتئازهای MASP-1 و MASP-2 در کمپلکس MBL لکتین نیز، غیرفعال می‌شوند. بدین ترتیب از شکسته‌شدن و فعال‌سازی کمپلمان‌های C4 و C2 جلوگیری می‌شود.
این آنزیم همچنین، از فعالیت‌های پروتئازها در جریان لخته‌زدایی (رفع انعقاد)، لخته‌سازی (انعقاد) و سامانه کینین-کالیکرئین جلوگیری می‌کند. شایان توجه است که «بازدارنده C1»، مهمترین بازدارندهٔ فیزیولوژیک کالیکرئینِ پلاسما، fXIa و fXIIa است.